# 傑夫·貝斯
傑夫·貝斯（Jeff Bes，1973年7月31日—），是加拿大已退役的職業冰球運動員，曾在拉雷多雄鹿隊效力了幾個賽季。贝斯曾效力于许多小联盟球队，例如代顿轰炸机队、芝加哥狼队、密西西比海狼队、奥兰多太阳熊队、杰克逊维尔蜥蜴王队、塞帕队以及汉密尔顿公爵队。他还曾在南部职业曲棍球联盟执教。